# Allotrichoma nigriantenale
Allotrichoma nigriantenale är en tvåvingeart som beskrevs av Ichiro Miyagi 1977. Allotrichoma nigriantenale ingår i släktet Allotrichoma och familjen vattenflugor. Inga underarter finns listade i Catalogue of Life.